# Сакчи, Хусейн Эмре
Хусейн Эмре Сакчи (тур. Hüseyin Emre Sakçı; род. 15 ноября 1997, Измир) — турецкий пловец, специализирующийся в плавании брассом. Чемпион Европы 2024 года. Двукратный призер чемпионата Европы на короткой воде. 
С 2010 года он представляет спортивный клуб «Фенербахче». Рекордсмен Турции на дистанциях 50 м вольным стилем, 50 и 100 м брассом, 4×100 м вольным стилем и комбинированной 4×100 м. Сакчи, который также побил многие рекорды страны на короткой дистанции, является рекордсменом мира и Европы на дистанции 50 м брассом на короткой воде.

## Биография
Хусейн Эмре Сакчи родился 15 ноября 1997 года в Измире. Он начал заниматься плаванием в возрасте 3 лет и был вошёл в состав сборной в возрасте 15 лет. В 2005 году он вступил в плавательный клуб Эгейского университета. Он перешёл в спортивный клуб «Фенербахче» в 2010 году.
В 2015 году Сакчи стал первым турецким спортсменом, побившим национальный рекорд во всех возрастных группах. Он проплыл дистанцию 50 метров брассом за 26,67 с на чемпионате Турции на короткой воде среди клубов.
На чемпионате мира по плаванию на короткой воде, состоявшимся в Китае в 2018 году, Хусейн Эмре занял пятое место с результатом 25,89 с на 50 м брассом. Он выиграл серебряную медаль в той же дисциплине на чемпионате Европы на короткой воде 2019 года.
В 2020 году он занял первое место на дистанции 50 метров брассом со временем 25,74 с в Международной лиге плавания, проходившей в Будапеште. Таким образом, он стал девятым быстрейшим спортсменом в истории дисциплины 50 м брассом у мужчин и побил рекорд Турции. Он также занял третье место в плавании на 100 метров брассом с результатом 56,62 с. 10 ноября 2020 года на 8-м этапе Международной лиги плавания Эмре установил европейский рекорд, преодолев 100 метров брассом за 55,74 секунды.